# Zuoba
Zuoba (kinesiska: 佐坝) är en socken i östra Kina. Den ligger i Susong härad i Anqing i provinsen Anhui, omkring 230 kilometer sydväst om provinshuvudstaden Hefei. Antalet invånare är 26942. Befolkningen består av 12 948 kvinnor och 13 994 män. Barn under 15 år utgör 27,0 %, vuxna 15-64 år 58 %, och äldre över 65 år 13,0 %.